# حب الثلج طويل الأزهار
حب الثلج طويل الأزهار (الاسم العلمي:Symphoricarpos longiflorus) هو نوع من النباتات يتبع جنس حب الثلج من الفصيلة المعزية الورق.